# Codex Alimentarius
Il Codex Alimentarius è un insieme di regole e di normative elaborate dalla Codex Alimentarius Commission, una Commissione (suddivisa in numerosi comitati) istituita nel 1963 dalla FAO e dall'Organizzazione mondiale della sanità (OMS). Scopo precipuo della commissione è proteggere la salute dei consumatori e assicurare la correttezza degli scambi internazionali .
La Commissione intergovernativa, cioè costituita dai governi di 185 Paesi più la Comunità Europea, si riunisce una volta all'anno per revisionare ed aggiornare il Codex Alimentarius Procedural Manual. Lo scopo del Codex è di facilitare gli scambi internazionali degli alimenti e preservare la corretta produzione e conservazione dei cibi .

## Attività delCodex Alimentarius
Ai lavori della Commissione partecipano esperti di diverse discipline scientifiche dell'alimentazione, tra cui autorità di controllo del cibo, esperti scientifici e tecnici alimentari, rappresentanti di associazioni dei consumatori, dei produttori, dell'industria e del commercio. Tutti contribuiscono alla stesura delle regole del Codex, che poi possono servire da base per le normative nazionali.
È la Commissione del Codex Alimentarius che approva, ad esempio, i canoni che stabiliscono quando un pesce può portare l'etichetta “sardina”, o quanto burro di cacao deve essere presente nel cioccolato perché sia “vero” cioccolato, o ancora quanta buccia può essere tollerata in una scatola di “pomodori pelati interi”.

## Sessione del 2006
Alla sessione della Codex Alimentarius Commission del 2006 hanno partecipato 110 Paesi e circa quattrocento delegati. L'intervento di 24 Paesi in via di sviluppo è stato sostenuto dal fondo fiduciario del Codex. Viene ricordata per alcune importanti modifiche, quali:

Sono stati adottati nuovi standard sui livelli massimi consentiti per diversi contaminanti e additivi alimentari, allo scopo di proteggere la salute dei consumatori.

Molte delle norme adottate amplieranno la scelta dei consumatori, come stabilito dagli standard internazionali per i latticini o gli spaghetti precotti, faciliteranno il commercio a livello internazionale e consentiranno la disponibilità dei prodotti in tutto il mondo.

Gli standard stabiliscono anche la quantità massima consentita di residui chimici.

## Organi della Commissione
- Presidente della Codex Commission: Tanzania
- Vicepresidenti:
- Segretario: Kazuaki Miyagishima.

Precedenti presidenti della Codex Commission sono stati il dott. Stuart Slorach del Ministero dell'Alimentazione svedese, e Thomas Billy del Ministero dell'Agricoltura degli Stati Uniti.
La Codex Commission è composta da una rete di 21 comitati specializzati, che forniscono contributi tecnici, come ad esempio, il Comitato per gli additivi alimentari (ospitato in Cina) o il Comitato per i fitofarmaci nei cibi (ospitato in Olanda).